# Société des amis du musée de la Légion étrangère
Notes
Support à la gestion du Musée de la Légion étrangère
La Société des amis du musée de la Légion étrangère est une association française de type Loi de 1901, créée en 2003. Sans être rattachée à la Légion étrangère, elle participe au soutien du Musée de la Légion étrangère. Elle est composée de bénévoles.
- Ses membres fondateurs : Général (2S) Le Flem, général Liège, major (h) Remy, adjudants-chefs (er) Szecsko et Bickel.
- Un conseil d'administration, composé de 15 membres élus renouvelable par tiers, tous les 3 ans, administre l'association.
- Le général commandant la Légion étrangère est membre de droit de cette association. Il a droit de véto sur les décisions prises en assemblée générale ou en conseil d'administration.
- Le chef de la division rayonnement et patrimoine de la Légion étrangère (DRP-LE) et le conservateur du musée, placé sous ces ordres, sont membres consultatifs.

## Mission
La SAMLE a pour mission de soutenir financièrement les actions décidées par le directeur du Musée (colonel adjoint au général commandant la Légion étrangère) et le chef de la division rayonnement et patrimoine (DRP-LE), seuls en mesure de prendre des décisions sur l'organisation du  Musée de la Légion étrangère ou la politique de rayonnement. Ce soutien consiste essentiellement à rechercher les fonds nécessaires pour permettre au Pôle Muséal de mener des actions dynamiques de rayonnement (expositions temporaires) ; ou d'enrichir, réparer, protéger la collection permanente ou les archives.
L'action de la SAMLE est donc de mener des actions au profit :
- du Musée de la Légion étrangère, 
- de l'annexe (uniformologie), installée au sein du Domaine du Capitaine Danjou, à Puyloubier,
- des salles d'Honneur des régiments de Légion.
- des archives de la Légion étrangère
Elle œuvre aussi, en liaison avec le Foyer d'Entraide de la Légion étrangère (FELE), pour l'entretien des sépultures, carrés Légion et mémoriaux dédiés à cette Institution de par le monde, notamment celui de Camarón de Tejeda, commémorant le combat de Camerone en partenariat avec le "Souvenir français"
Dans le cadre général des associations d'anciens de la Légion étrangère, elle est membre de la Fédération des sociétés d'anciens de la Légion étrangère : FSALE